# Kobe Bryant
Kobe Bryant (Philadelphia, 23 augustus 1978 – Calabasas, 26 januari 2020) was een Amerikaans basketbalspeler. Hij speelde gedurende heel zijn twintigjarige carrière voor Los Angeles Lakers, waarmee hij vijf keer kampioen werd in de National Basketball Association (NBA). Ook zijn vader Joe "Jellybean" Bryant heeft een NBA-verleden.
Kobe Bryant overleed op 41-jarige leeftijd bij een helikopterongeluk in Calabasas, Californië, in 2020.

## Biografie
Bryant werd geboren in Philadelphia, als de jongste van drie kinderen en enige zoon van oud-NBA-speler Joe Bryant en Pamela Cox Bryant. Ook was hij het neefje van basketbalspeler John “Chubby” Cox. Zijn ouders vernoemden hem naar een Japans restaurant, genaamd "Kobe", dat gevestigd was in de plaats King of Prussia. Zijn middelste naam, "Bean", kwam voort uit zijn vaders bijnaam “Jellybean”. Bryant was katholiek opgevoed. Toen Bryant zes jaar was, stopte zijn vader met het spelen in de NBA en verhuisde de familie naar Rieti in Italië om daar Joes professionele basketbalcarrière voort te zetten op een lager niveau. Na twee jaar verhuisden zij eerst naar Reggio Calabria en daarna naar Pistoia en Reggio Emilia. Kobe maakte kennis met de Europese cultuur en leerde vloeiend Italiaans spreken. 
Toen hij als rookie de NBA binnenkwam, werd hij direct beschouwd als een mogelijke opvolger van Michael Jordan. Hij kwam rechtstreeks van Lower Merion High School (in Ardmore bij Philadelphia) bij Charlotte Hornets en ging na 2 weken naar de Los Angeles Lakers, maakte na enkele jaren zijn debuut als basisspeler, en groeide meteen uit tot een superster. Samen met Shaquille O'Neal en coach Phil Jackson leidde hij de Lakers naar drie opeenvolgende titels, maar onderlinge wrijvingen verstoorden de sfeer dusdanig dat het trio uit elkaar viel. Jackson noemde Bryant in een boek niet te coachen. Bovendien kreeg Bryant zomer 2003 te maken met een aanklacht wegens verkrachting van een kamermeisje. De toen al getrouwde Bryant gaf toe seks met haar te hebben gehad, maar dat dit op vrijwillige basis was gebeurd. De vrouw zette de strafzaak niet door, omdat ze naar eigen zeggen haar privacy wilde beschermen en daarom niet in het openbaar wenste te getuigen. Uiteindelijk startte ze een civiele zaak tegen Bryant, die geschikt werd. Zijn reputatie was beschadigd en met een verjongde ploeg en de teruggekeerde coach Jackson stond Bryant voor de taak het imago van zijn team én zichzelf te verbeteren. Op 16 januari 2005 legden Bryant en O'Neal hun ruzie bij.
Op 23 januari 2006 scoorde Bryant 81 punten in de wedstrijd tegen de Toronto Raptors. Daarmee staat hij tweede in de ranglijst van meest scorende spelers in één wedstrijd. Alleen Wilt Chamberlain deed het in 1962 beter met 100 punten in een wedstrijd.
Bryant groeide in een rol van dirigent van het team, verdeelde het spel meer, zeker in de eerste drie kwarten en kon dan in het laatste gedeelte van de wedstrijd zijn naam als topscorer waarmaken. Of zoals de Amerikanen het formuleren: when the game is on the line, with ten seconds on the clock, you want the ball in the hands of the best clutch-player: Kobe Bryant.
In het seizoen 2007/2008 werden de Lakers versterkt met Pau Gasol, die voorheen in Memphis speelde. Door deze trade werden de L.A Lakers weer een serieuze titelkandidaat. Ze eindigden op de eerste plaats in de Western Conference. Bryant kreeg de MVP-award, die elk jaar wordt gegeven aan de waardevolste speler van de NBA.
Op 6 februari 2012 passeerde Bryant Shaquille O'Neal op de "all-time scoring list" van de NBA en nam hij daarop de vijfde plaats over. In de All-Starwedstrijd op 27 februari van ditzelfde jaar nam hij het totale puntenrecord binnen All-Starwedstrijden over van dan Michael Jordan. In de veertien All-Starwedstrijden die Bryant tot dan speelde, scoorde hij in totaal 271 punten.
Bryant scoorde op 1 december 2014 tegen de Toronto Raptors zijn twintigste 'triple-double' in zijn carrière: 31 punten, twaalf assists en elf rebounds. Hiermee werd hij de eerste NBA-speler ooit die zowel meer dan 30.000 punten scoorde als meer dan 6.000 assists gaf. Dit record volgde een maand nadat Bryant als vierde speler ooit de grens van 32.000 punten gepasseerd was. Op 15 december 2014 scoorde hij 26 punten tegen de Minnesota Timberwolves, waardoor zijn carrièretotaal op 32.293 punten kwam. Daarmee passeerde hij Michael Jordan in het eeuwige topscorersklassement van de NBA en werd hij daarop derde, achter Kareem Abdul-Jabbar (38.387) en Karl Malone (36.928).

### Olympische Spelen in Peking
Bryant behaalde met het nationale team van de VS goud op de Olympische Spelen in Peking, na een finale tegen Spanje, waarin Pau Gasol (toenmalig teamgenoot van Kobe Bryant bij de Los Angeles Lakers) voor Spanje speelde. Het behalen van goud werd als een redemption gezien, nadat de VS op de Olympische Spelen van 2004 brons hadden behaald.
Ook op de Olympische Spelen van Londen in 2012 veroverde Bryant met Team USA de gouden medaille.

### Pensioen
Op 29 november 2015 maakte Bryant bekend dat het seizoen 2015/16 zijn laatste als actieve basketballer zou zijn. Zijn laatste NBA-wedstrijd speelde hij op 13 april met LA Lakers tegen Utah Jazz, die met 101-96 gewonnen werd. Bryant maakte zestig punten, een seizoensrecord. Desondanks eindigde zijn team als laatste in de Westelijke Conferentie met slechts zeventien overwinningen. Op de tribune zaten onder meer Magic Johnson, David Beckham, Jay-Z en Jack Nicholson. De Los Angeles Lakers maakten in september 2017 bekend dat er nooit meer iemand anders van de club in de door Bryant gedragen nummers 8 en 24 zou spelen.
In 2018 verscheen zijn boek The Mamba Mentality: How I Play, een terugblik op zijn carrière, voorzien van foto's en nawoord door Andrew D. Bernstein, een inleiding door Phil Jackson en een voorwoord door Pau Gasol.

### Dear Basketball
In 2017 werd de korte animatiefilm Dear Basketball uitgebracht gebaseerd op een gedicht dat hij schreef voor zijn pensioen. De film werd geregisseerd door Glenn Keane en de muziek kwam van John Williams. Bryant won in 2018 een Oscar voor beste korte animatiefilm voor de film.

### Overlijden
Bryant zat op 26 januari 2020 samen met zijn dertienjarige dochter Gianna (Gigi), honkbalcoach John Altobelli, diens vrouw Keri en hun dochter Alyssa, basketbalcoach Christina Mauser, Sarah Chester en haar dochter Payton, en de Armeens-Amerikaanse piloot Ara Zobayan aan boord van een gecharterde helikopter van het type Sikorsky S-76B toen deze boven Calabasas (in de buurt van Los Angeles) neerstortte. Geen van de inzittenden overleefde het ongeluk. Gianna en Kobe werden begraven in het Pacific View Memorial Park in Corona del Mar, Newport Beach.
De National Transportation Safety Board (NTSB) ontdekte dat de Armeens-Amerikaanse Zobayan vloog volgens de visuele vliegregels, wat betekent dat hij op "zicht" vloog, maar de piloot besloot toch in de wolken te vliegen waar hij zijn ruimtelijke oriëntatie verloor. De helikopter verongelukte toen hij tegen een heuvel aanvloog.
De weduwe van Bryant ontving in 2023 een schadevergoeding van bijna 29 miljoen dollar (ruim 28 miljoen euro) als compensatie voor de door hulpverleners uitgelekte foto's van het helikopterwrak.

## Privé
Bryant was sinds 13 april 2001 getrouwd. Het koppel kreeg vier dochters. De oudste werd in 2003 geboren. Hun tweede dochter Gianna Maria-Onore, die met haar vader om het leven kwam, werd op 1 mei 2006 geboren. In 2016 en 2019 kregen ze respectievelijk hun derde en vierde kind.
Bryant was een groot fan van de Italiaanse voetbalclub AC Milan.

## Statistieken

### Gemiddelden
| Jaar     | Team | W     | WS   | MPW  | DP%  | 3P%  | VW%  | ORPW | DRPW | TRPW | APW | SPW  | BPW  | TOPW | FPW  | PPW  |
| -------- | ---- | ----- | ---- | ---- | ---- | ---- | ---- | ---- | ---- | ---- | --- | ---- | ---- | ---- | ---- | ---- |
| 96-97    | LAL  | 71    | 6    | 15.5 | .417 | .375 | .819 | .7   | 1.2  | 1.9  | 1.3 | .69  | .32  | 1.58 | 1.40 | 7.6  |
| 97-98    | LAL  | 79    | 1    | 26.0 | .428 | .341 | .794 | 1.0  | 2.1  | 3.1  | 2.5 | .94  | .51  | 1.99 | 2.30 | 15.4 |
| 98-99    | LAL  | 50    | 50   | 37.9 | .465 | .267 | .839 | 1.1  | 4.2  | 5.3  | 3.8 | 1.44 | 1.00 | 3.14 | 3.10 | 19.9 |
| 99-00    | LAL  | 66    | 62   | 38.2 | .468 | .319 | .821 | 1.6  | 4.7  | 6.3  | 4.9 | 1.61 | .94  | 2.76 | 3.30 | 22.5 |
| 00-01    | LAL  | 68    | 68   | 40.9 | .464 | .305 | .853 | 1.5  | 4.3  | 5.9  | 5.0 | 1.68 | .63  | 3.24 | 3.30 | 28.5 |
| 01-02    | LAL  | 80    | 80   | 38.3 | .469 | .250 | .829 | 1.4  | 4.1  | 5.5  | 5.5 | 1.48 | .44  | 2.79 | 2.90 | 25.2 |
| 02-03    | LAL  | 82    | 82   | 41.5 | .451 | .383 | .843 | 1.3  | 5.6  | 6.9  | 5.9 | 2.21 | .82  | 3.51 | 2.70 | 30.0 |
| 03-04    | LAL  | 65    | 64   | 37.6 | .438 | .327 | .852 | 1.6  | 3.9  | 5.5  | 5.1 | 1.72 | .43  | 2.63 | 2.70 | 24.0 |
| 04-05    | LAL  | 66    | 66   | 40.7 | .433 | .339 | .816 | 1.4  | 4.5  | 5.9  | 6.0 | 1.30 | .80  | 4.09 | 2.60 | 27.6 |
| 05-06    | LAL  | 80    | 80   | 41.0 | .450 | .347 | .850 | .9   | 4.4  | 5.3  | 4.5 | 1.80 | .40  | 3.13 | 2.90 | 35.4 |
| 06-07    | LAL  | 77    | 77   | 40.8 | .463 | .344 | .868 | 1.0  | 4.7  | 5.7  | 5.4 | 1.40 | .50  | 3.31 | 2.70 | 31.6 |
| 07-08    | LAL  | 82    | 82   | 38.9 | .459 | .361 | .840 | 1.1  | 5.2  | 6.3  | 5.4 | 1.80 | .50  | 3.13 | 2.77 | 28.3 |
| 08-09    | LAL  | 82    | 82   | 36.1 | .467 | .351 | .856 | 1.1  | 4.1  | 5.2  | 4.9 | 1.50 | .40  | 2.56 | 2.30 | 26.8 |
| 09-10    | LAL  | 73    | 73   | 38.8 | .456 | .329 | .811 | 1.1  | 4.3  | 5.4  | 5.0 | 1.60 | .30  | 3.19 | 2.56 | 27.0 |
| 10-11    | LAL  | 82    | 82   | 33.9 | .451 | .323 | .828 | 1.0  | 4.1  | 5.1  | 4.7 | 1.20 | .20  | 2.96 | 2.10 | 25.3 |
| 11-12    | LAL  | 58    | 58   | 38.5 | .430 | .303 | .845 | 1.1  | 4.3  | 5.4  | 4.6 | 1.2  | 0.3  | 3.52 | 1.81 | 27.9 |
| 12-13    | LAL  | 78    | 78   | 38.6 | .463 | .324 | .839 | 0.8  | 4.7  | 5.6  | 6.0 | 1.4  | 0.3  | 3.68 | 2.22 | 27.3 |
| Carrière |      | 1,239 | 1091 | 37.6 | .454 | .336 | .838 | 1.2  | 4.2  | 5.3  | 4.8 | 1.50 | .50  | 3.00 | 2.55 | 25.5 |
| Playoff  |      | 220   | 200  | 39.3 | .448 | .331 | .816 | 1.0  | 4.0  | 5.1  | 4.7 | 1.40 | .60  | 2.94 | 3.00 | 25.6 |
| All-Star |      | 14    | 14   | 27.7 | .507 | .333 | .806 | 1.9  | 3.0  | 4.9  | 4.5 | 2.60 | .40  | 2.43 | 2.43 | 20.0 |

### Totalen
| Jaar     | Team | Min   | DPG-P      | 3PG-P    | VWG-P     | OffR | DefR | TotR | Ast  | Stl  | Blk | TO   | F    | Ptn   |
| -------- | ---- | ----- | ---------- | -------- | --------- | ---- | ---- | ---- | ---- | ---- | --- | ---- | ---- | ----- |
| 96-97    | LAL  | 1103  | 176-422    | 51-136   | 136-166   | 47   | 85   | 132  | 91   | 49   | 23  | 112  | 102  | 539   |
| 97-98    | LAL  | 2056  | 391-913    | 75-220   | 363-457   | 79   | 163  | 242  | 199  | 55   | 40  | 157  | 180  | 1220  |
| 98-99    | LAL  | 1896  | 362-779    | 27-101   | 245-292   | 53   | 211  | 264  | 190  | 72   | 50  | 157  | 153  | 996   |
| 99-00    | LAL  | 2524  | 554-1183   | 46-144   | 331-403   | 108  | 308  | 416  | 323  | 106  | 62  | 182  | 220  | 1485  |
| 00-01    | LAL  | 2783  | 701-1510   | 61-200   | 475-557   | 104  | 295  | 399  | 338  | 114  | 43  | 220  | 222  | 1938  |
| 01-02    | LAL  | 3063  | 749-1597   | 33-132   | 488-589   | 111  | 329  | 441  | 438  | 118  | 35  | 223  | 228  | 2019  |
| 02-03    | LAL  | 3401  | 868-1924   | 124-324  | 601-713   | 106  | 458  | 564  | 481  | 181  | 67  | 288  | 218  | 2461  |
| 03-04    | LAL  | 2447  | 516-1178   | 71-217   | 454-533   | 103  | 256  | 359  | 330  | 112  | 28  | 171  | 176  | 1557  |
| 04-05    | LAL  | 2689  | 573-1324   | 131-387  | 542-664   | 95   | 297  | 392  | 398  | 86   | 53  | 270  | 174  | 1819  |
| 05-06    | LAL  | 3277  | 978-2173   | 180-518  | 696-819   | 71   | 354  | 425  | 360  | 147  | 30  | 250  | 233  | 2832  |
| 06-07    | LAL  | 3140  | 813-1757   | 137-398  | 667-768   | 75   | 364  | 439  | 413  | 111  | 36  | 255  | 205  | 2430  |
| 07-08    | LAL  | 995   | 244-554    | 46-140   | 189-223   | 26   | 145  | 171  | 131  | 54   | 16  | 83   | 61   | 723   |
| Carrière |      | 29374 | 6925-15314 | 982-2917 | 5187-6184 | 979  | 3265 | 4244 | 3692 | 1224 | 483 | 2368 | 2172 | 20019 |
| Playoff  |      | 5085  | 1101-2508  | 145-438  | 706-887   | 143  | 504  | 647  | 586  | 174  | 94  | 374  | 411  | 3053  |
| All-Star |      | 265   | 76-152     | 13-09    | 14-18     | 14   | 31   | 45   | 47   | 26   | 4   | 27   | 28   | 182   |

2 Fisher · 
3 George · 
4 Harper · 
5 Horry · 
8 Bryant · 
16 Salley · 
17 Fox · 
20 Shaw · 
34 O'Neal · 
40 Knight · 
41 Rice · 
45 Green · 
Coach Jackson
2 Fisher · 
3 George · 
4 Harper · 
5 Horry · 
8 Bryant · 
10 Lue · 
17 Fox · 
20 Shaw · 
34 O'Neal · 
35 Madsen · 
40 Foster · 
54 Grant · 
Coach Jackson
2 Fisher · 
3 George · 
5 Horry · 
6 McCoy · 
8 Bryant · 
10 Hunter · 
14 Medvedenko · 
17 Fox · 
20 Shaw · 
23 Richmond · 
34 O'Neal · 
35 Madsen · 
52 Walker · 
Coach Jackson
2 Fisher · 
3 Ariza · 
4 Walton · 
5 Farmar · 
6 Morrison · 
7 Odom · 
9 Sun · 
12 Brown · 
16 Gasol · 
17 Bynum · 
18 Vujačić · 
21 Powell · 
24 Bryant · 
28 Mbenga · 
Coach Jackson
2 Fisher ·
4 Walton ·
5 Farmar ·
6 Morrison ·
7 Odom ·
12 Brown
16 Gasol ·
17 Bynum ·
18 Vujačić ·
21 Powell ·
24 Bryant ·
28 Mbenga ·
37 Artest ·
Coach Jackson
- Bibsys: 1579001847002
- Biblioteca Nacional de España: XX6021181
- Bibliothèque nationale de France: cb14159921j (data)
- Catàleg d'autoritats de noms i títols de Catalunya: 981058612219906706
- Gemeinsame Normdatei: 1176164031
- International Standard Name Identifier: 0000 0000 4567 7868
- Library of Congress Control Number: n98082481
- Nationale Bibliotheek van Letland: 000284230
- MusicBrainz: c50e111f-3e84-4bb4-871f-95e3e89f3c88
- Bibliotheek van het Japanse parlement: 001277011
- Nationale Bibliotheek van Tsjechië: osa20191048253
- Nationale Bibliotheek van Polen: a0000003320154
- Russische Staatsbibliotheek: 000255495
- Istituto Centrale per il Catalogo Unico: BCTV012729
- Système universitaire de documentation: 227595599
- Virtual International Authority File: 19000693
- WorldCat: E39PBJh8PK3D4mtGpjrGhbrg8C